# Пермь I
Пермь I («Пермь первая», до 1911 г. — Пермь) — станция Пермского региона Свердловской железной дороги, расположенная в городе Перми. Железнодорожный вокзал станции является одним из старейших в Перми и отнесён к архитектурным памятникам культурного наследия.
Грузовые (6 путей) и пассажирские (3 пути, 1 из них транзитный) парки станции размещены линейно друг за другом.

## История

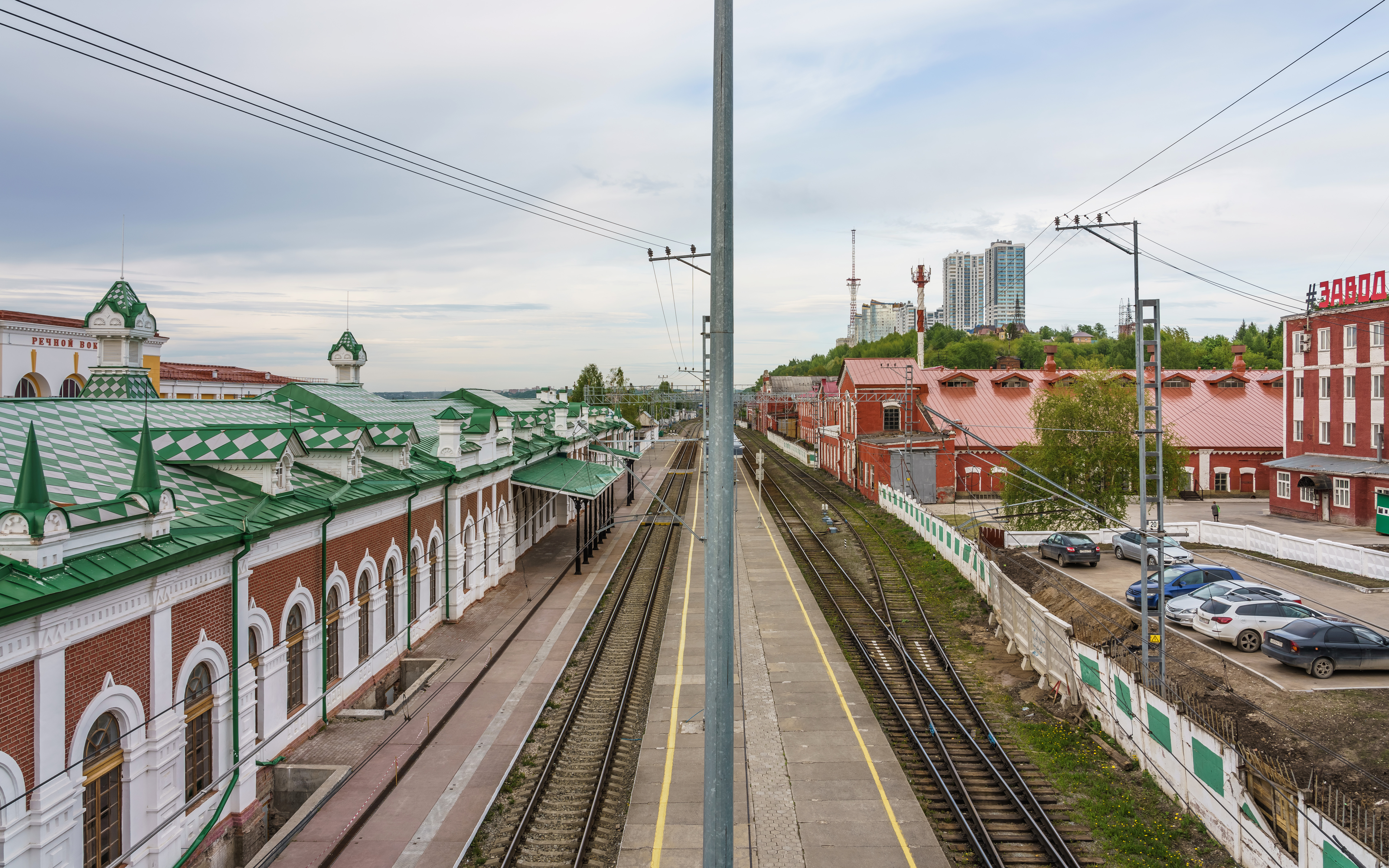
Пассажирский парк станции Пермь I. Слева — вокзал станции, справа — корпуса завода Ремпутьмаш

В начале XVIII века в районе современной железнодорожной станции Пермь I беспорядочно громоздились торговые лавки, а с 1745 года принимал продавцов и покупателей расположенный здесь гостиный двор. Так продолжалось до тех пор, пока в 1874 году не было принято решение соединить уральские города железной дорогой.
Так, станция, тогда называемая ещё Пермь, стала начальным пунктом самой первой железной дороги на Урале — Уральской горнозаводской железной дороги (Пермь — Екатеринбург-I), которое строилось в 1874-1878 гг. и носила островной (автономный) характер. Строительство велось акционерным обществом «Общество УГЖД» на свои средства. Первый рабочий поезд от Перми до Екатеринбурга проехал 27 февраля, а 1 (13) октября по дороге открылось регулярное железнодорожное сообщение. Первоначально железнодорожная станция Пермь имела тупиковый характер. Но в связи со строительством в 1895-1899 гг. Пермь-Котласской железной дороги (Пермь — Вятка — Котлас) пути были продолжены далее вдоль берегового склона и через построенный Камский железнодорожный мост и станция стала со сквозным движением.
Для пассажиров 1-го класса были предусмотрены вагоны синего цвета, для пассажиров 2-го класса — жёлтые, для прочей публики подавались зелёные вагоны.
В 1911 году станция Пермь была переименована в Пермь I.

## Вокзал станции

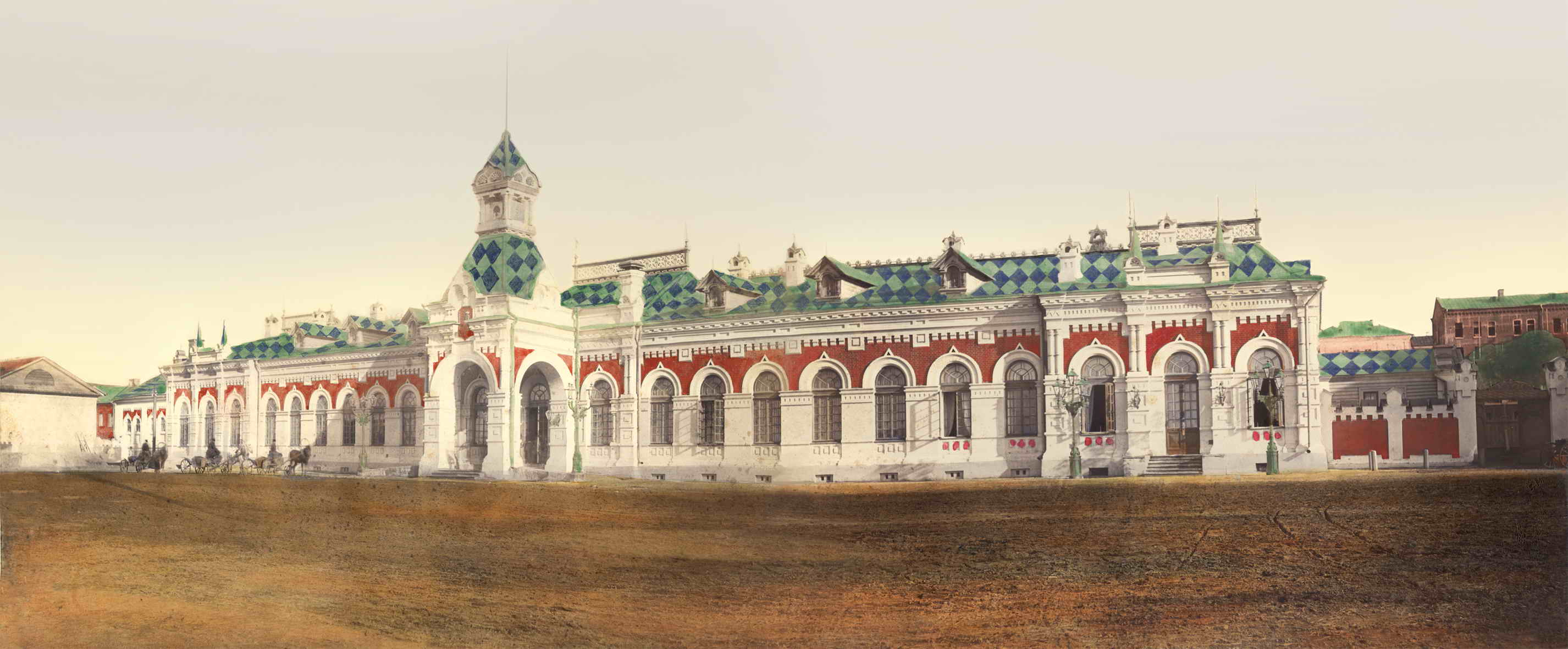
Вокзал с одной «башенкой» (фото: 1880-е гг.)

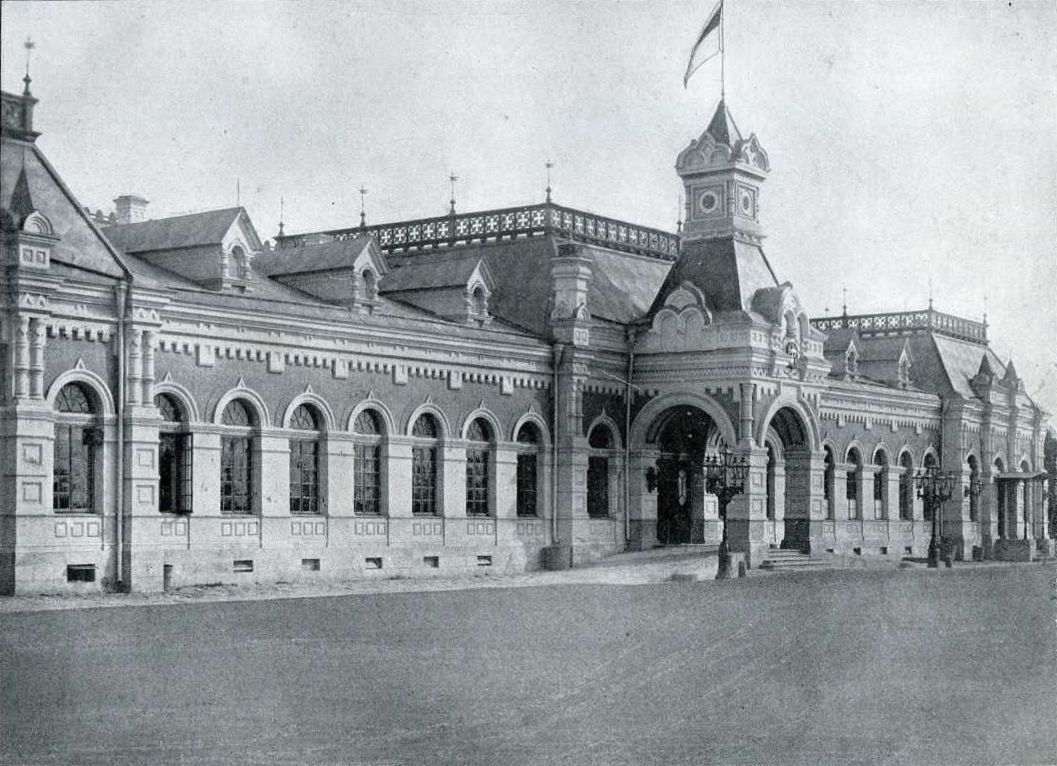
Старый вокзал станции Екатеринбург-I того же проекта (фото: 1880—1914 гг.)

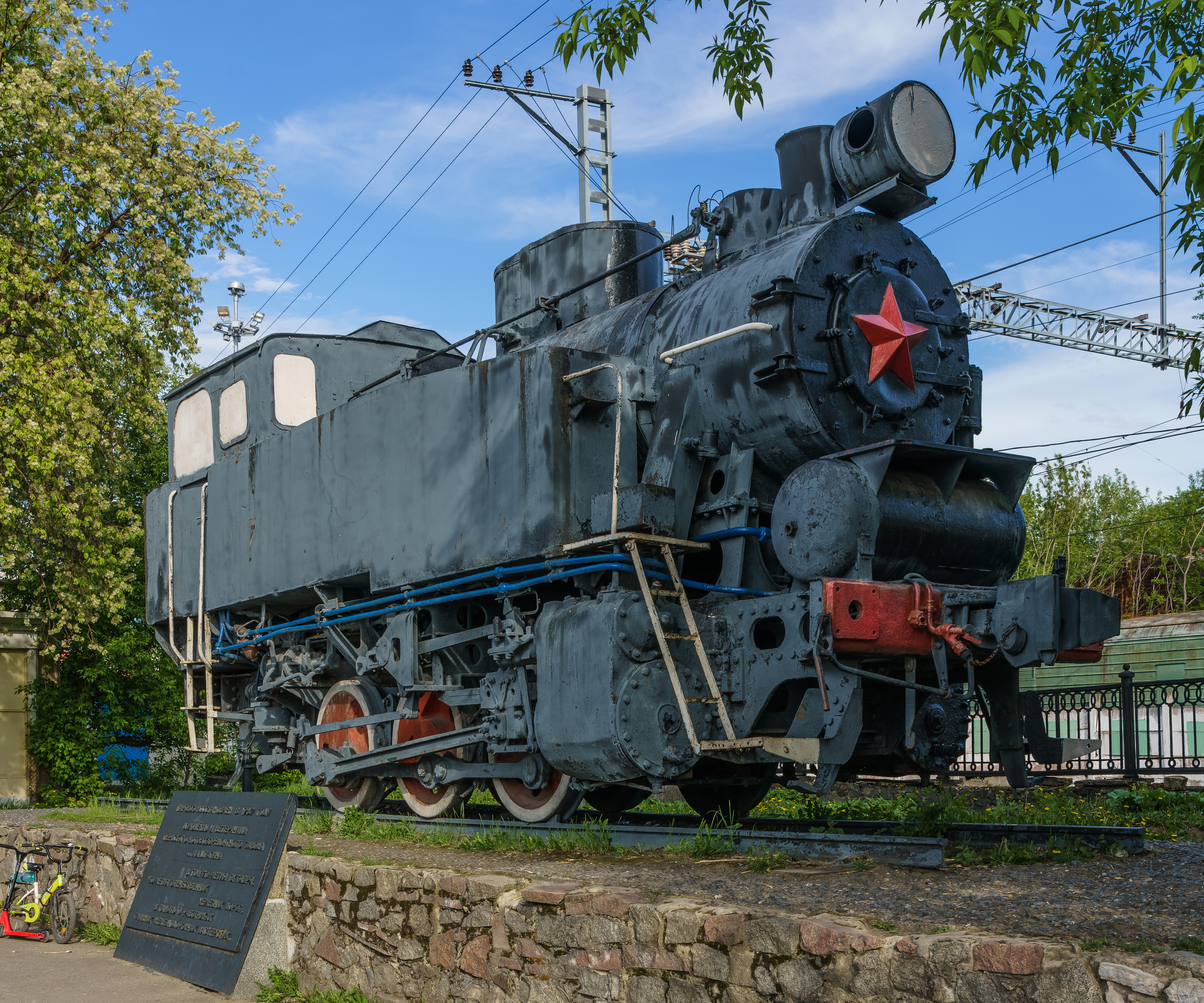
Паровоз 9П-752 на постаменте недалеко от здания вокзала станции

Вокзалы двух конечных станции Уральской горнозаводской железной дороги в Екатеринбурге и Перми были построены по типовому проекту «Проект вокзала станции 1 класса Уральской горнозаводской железной дороги», автор проекта — П. П. Шрейбер. Вокзал станции Пермь был построен в 1877—1878 годах гражданским инженером М. С. Вощининым.
Рядом со зданием вокзала станции Пермь в 1892 и 1897 годах были построены здания в которых размещались в последующем соответственно управления Пермь-Тюменской и Пермь-Котласской железных дорог, (ныне располагаются корпуса Пермского института железнодорожного транспорта — филиала УрГУПСа).
В связи с тем, что со строительством Пермь-Котласской железной дороги движение на станции Пермь стало сквозным, в 1899 году по проекту начальника строительства дороги инженера МПС И. Н. Быховца (также возглавлявший сооружение Камского моста) был реконструирован вокзал. Здание было удлинено и сооружена вторая башенка-вход для уравновешивания нового архитектурного облика. Часть склона срыли, отделали бутовым камнем, а рядом с домом Мешкова проложили виадук.
Здание вокзала состояло из 4-х секций: ресторан; зал ожидания для пассажиров 1-го и 2-го классов с мягкими диванами; зал ожидания для пассажиров 3-го и 4-го классов с жёсткими диванами; билетные кассы с большим иконостасом. Были также служебные помещения. От непогоды пассажиры спасались под навесом, сооружённым со стороны посадочных платформ и снесённым в конце 1930-х годах.
В 2017 году после реконструкции вокзала и прилегающего перрона в восточном крыле был открыт исторический парк «Россия — моя история», а в части западного крыла — зал ожидания для пассажиров поездов пригородного сообщения.

## Пассажирское движение
Со станции отправляются пригородные поезда в направлении Горнозаводска.
Через станцию проходит множество местных электропоездов и поездов дальнего следования. Городская электричка, поезда горнозаводского направления до Углеуральского, Чусового, Кизела, фирменный поезд «Северный Урал», идут поезда в Соликамск (с пересадкой в Чусовом).